# Nắng ấm xa dần
"Nắng ấm xa dần" là một bài hát được thu âm và sáng tác bởi ca sĩ kiêm sáng tác nhạc người Việt Nam Sơn Tùng M-TP với phần nhạc nền được sample toàn bộ từ bài hát "Monologue" của cặp song ca nữ Hàn Quốc As One en, được viết và sản xuất bởi Won Young-heon, Lee Yo-han và Rhymer (chỉ sáng tác nhạc nền). Bài hát được anh đăng tải lên Zing MP3 vào ngày 11 tháng 8 năm 2013, sau thành công của đĩa đơn đầu tay "Cơn mưa ngang qua".
Sau khi phát hành, bài hát đã gặt hái được một số thành công thương mại, đạt hơn 300 nghìn lượt nghe trong ngày đầu tiên và vươn tới vị trí thứ 6 trên bảng xếp hạng Zing MP3 sau hai tuần. Ngày 15 tháng 12 năm 2013, bài hát cùng "Em của ngày hôm qua" được phát hành dưới dạng một đĩa đơn đôi. Bài hát đã được thêm vào album tuyển tập đầu tiên của anh, m-tp M-TP (2017) ở vị trí thứ hai với một bản phối mới từ Long Halo.
Bài hát không có video âm nhạc chính thức, nhưng một video phòng thu được phát hành thông qua K+ đã được đăng tải lên YouTube vào ngày 11 tháng 10 năm 2013. Hiện video đã vượt qua hơn 45 triệu lượt xem.
Nhiều phiên bản remix cho "Nắng ấm xa dần" đã được phát hành, trong đó bao gồm phiên bản của Onionn (2019), đã đạt hơn 1,5 triệu lượt xem trên YouTube sau 24 giờ phát hành vào ngày 5 tháng 4 năm 2019. Năm 2022, Sơn Tùng M-TP phát hành EP Sky Decade kỷ niệm 10 năm ca hát, trong đó bao gồm hai bài hát "Cơn mưa xa dần" và "Nắng ấm ngang qua", đây là hai bài hát được phối lại từ hai đĩa đơn đầu tiên trong sự nghiệp chính thống của Tùng. Sau khi bản gốc được phát hành trên Spotify cùng với album m-tp M-TP vào ngày 1 tháng 4 năm 2017, hiện bài hát đã đạt hơn 3,5 triệu lượt phát trên nền tảng này.

## Tranh cãi
Bản phối của "Nắng ấm xa dần" được sử dụng hoàn toàn từ bài hát "Monologue" phát hành năm 2010 của bộ đôi Hàn Quốc As One. Sau khi bài hát trở nên nổi tiếng, việc mượn lại bản phối đã khiến khán giả chia thành 2 luồng dư luận. Một bên ủng hộ Tùng vì phần lời là hoàn toàn do Sơn Tùng M-TP sáng tác, còn chuyện vay mượn beat là một điều rất bình thường đối với những nghệ sĩ underground như Sơn Tùng M-TP vào thời điểm đó. Nhưng những ý kiến phản bác lại cho rằng việc Sơn Tùng M-TP mượn bản phối rồi tự ý lấy tên mình vào phần sáng tác để tham gia các cuộc thi âm nhạc là 1 sự đạo nhạc trắng trợn.
Dưới làn sóng tranh cãi này, vào tháng 6 năm 2014, Huy Tuấn và các nhà sản xuất chương trình Bài hát yêu thích quyết định loại bỏ "Nắng ấm xa dần" ra khỏi chương trình.
Trao đổi với báo chí, Sơn Tùng M-TP thừa nhận đã sử dụng beat miễn phí trên mạng. Khoảng thời gian đó, nam ca sĩ vẫn đang ngồi trên ghế nhà trường và sinh hoạt trong giới underground, hoàn toàn không nghĩ rằng mình sẽ nổi tiếng như hiện nay. Sơn Tùng cũng cho rằng: "Việc tôi sử dụng và lấy cảm hứng từ beat nhạc ngoại thì tôi thừa nhận, bởi đó cũng là cách làm quen thuộc hiện nay của nhiều người". Điều này đã gây ra nhiều tranh cãi trái chiều trong dư luận về vấn đề đạo nhạc.